# Levis Swartbooi
Levis Meraai Petrus Swartbooi (* 18. März 1984 in Walvis Bay, Südwestafrika), auch in der Schreibweise Meraai Swartbooi oder kurz Levis Swartbooi, ist ein ehemaliger namibischer Fußballspieler auf der Position eines Stürmers. Er war zuletzt für die Orlando Pirates und die namibische Fußballnationalmannschaft aktiv.

## Karriere

### Verein
Seine Vereinskarriere begann Swartbooi in seiner namibischen Heimat, wo er ab dem Jahr 2004 im Kader des Erstligisten Blue Waters FC aus der Hafenstadt Walvis Bay stand. Ob er dem Verein bereits davor angehörte, ist aus den Quellen hingegen nicht ersichtlich. In der Saison 2003/04 wurde er an der Seite von Rudolph Bester, Sydney Plaatjies und Paulus Shipanga namibischer Vizemeister. Im Nationalen Pokal schied er mit der Mannschaft im Halbfinale, knapp mit 2:1 gegen die Ramblers aus Windhoek, aus dem Turnier. Das anschließende Spiel um Platz 3 gewann er mit der Mannschaft gegen die Auswahl der Golden Bees mit 3:1. Ein Jahr später gewann er im Finale um den FNB Cup 2005 das Elfmeterschießen gegen die Mannschaft der African Stars seinen ersten Vereinstitel. Anfang des Jahres 2006 verließ er seine namibische Heimat in Richtung Angola und schloss sich dort dem Erstligisten CD Primeiro de Agosto aus der Hauptstadt Luanda an. Hier gewann er bereits in seiner Debütsaison für den neuen Verein, an der Seite von Harry Milanzi, Locô und Aurélio Soares, die angolanische Meisterschaft 2006. Auch das Finale des Taça de Angola konnte er mit der Mannschaft gegen die Auswahl von Benfica Luanda mit 4:3 i. E gewinnen und somit sein erstes Double feiern.
Anfang des Jahres 2007 stand er mit der Mannschaft im Finale des Supertaça de Angola, welches zwar mit 5:2 nach Hin- und Rückspiel gewonnen wurde, aufgrund des Einsatzes eines nicht spielberechtigten Spieler wurden jedoch beide Spiele zugunsten von Gegner Benfica Luanda gewertet. Auch die Meisterschaft konnte Swartbooi mit der Mannschaft nicht verteidigen und wurde hinter Stadtrivalen GD Interclube nur Vizemeister. Ebenso erging es ihn mit der Auswahl im Nationalen Pokal, wo er mit der Mannschaft im Halbfinale gegen den späteren Pokalsieger Estrela Clube Primeiro de Maio mit 3:4 i. E unterlag. Im Turnier der CAF Champions League 2007 musste Swartbooi sich mit der Mannschaft bereits in der Ersten Runde, gegen den gabunischen Vertreter AS Mangasport aus Moanda, knapp mit 1:2 aus Hin- und Rückspiel geschlagen geben. Auch im Jahr darauf konnte er mit dem Verein keinen Titel gewinnen und landete am Ende der Saison auf dem Platz des Vizemeisters. Zwar überstand er mit der Mannschaft die erste Runde der CAF Champions League 2008 gegen den malischen Verein Stade Malien (1:2 nach Hin- und Rückspiel), scheiterte aber in der zweiten Runde am libyschen Vertreter al-Ittihad aus Tripolis mit 2:2 nach Hin- und Rückspiel durch die Auswärtstorregel.
Noch vor Beginn der neuen Saison kehrte Swartbooi in seine namibische Heimat zurück und schloss sich dort den Orlando Pirates aus Windhoek an. Zwar platzierte er sich in seiner Debütsaison mit der Mannschaft am Ende der Meisterschaft auf einen Platz im Mittelfeld der Tabelle, konnte jedoch an der Seite von Romanus Shilongo, Johannes Seibeb und Mohamed Ouseb den Nationalen Pokal gewinnen. Im Finale besiegte die Mannschaft um Swartbooi die Auswahl der Eleven Arrows mit 2:3 i. E. Er selbst konnte dabei als erster Schütze den gegnerischen Keeper nicht bezwingen. Ein Jahr später wurde er zum zweiten Mal in seiner Karriere namibischer Vizemeister, den Pokal hingegen konnte jedoch nicht verteidigen und schied mit der Mannschaft bereits im Achtelfinale gegen den Civics FC nach einem 6:5 i. E. aus. Auch in seiner letzten Saison für den Verein konnte er keine weiteren Titel mehr gewinnen. 2011 wechselte Swartbooi innerhalb der Liga zum Stadtrivalen African Stars, mit denen er in seiner Debütsaison den dritten Platz in der namibischen Meisterschaft belegte. Im Pokal hingegen schied er mit der Auswahl im Viertelfinale, gegen seinen vorherigen Verein den Orlando Pirates, knapp mit 1:0 aus. Eine Saison später wurde er erneut Vizemeister und gewann an der Seite von Chris Katjiukua, Joslin Kamatuka und Jamu Ngatjizeko seinen zweiten Landespokal, als im Finale die Mannschaft der Mighty Gunners aus Otjiwarongo mit 2:0 geschlagen werden konnte. Auch das Finale um den erstmals ausgetragenen NPL Cup konnte er mit der Mannschaft gegen den SK Windhoek (1:0) ebenfalls für sich entscheiden und somit auch sein zweites Double der Vereinskarriere feiern.
In der Saison 2013/14 konnte er den Landespokal mit der Mannschaft, gegen die Auswahl des Zweitligisten Citizens FC (3:2 i. E), erfolgreich verteidigen. Im Finale des Supercup unterlag er mit der Auswahl hingegen der Mannschaft von Black Africa mit 3:2. Ein Jahr später gewann er seine erste namibische Meisterschaft, schied im Landespokal jedoch mit der Mannschaft im Halbfinale gegen die Orlando Pirates (3:4 i. E) aus. Er blieb im Kader der African Stars noch bis ins Jahr 2017, konnte jedoch keine weiteren Titel in dieser Zeit mit der Mannschaft gewinnen. Zur Saison 2017/18 kehrte er zu seinem ehemaligen Verein, den Orlando Pirates zurück und beendete zwei Jahre später, ohne weitere Titel gewonnen zu haben, seine aktive Karriere.

### Nationalmannschaft
Sein Debüt für die namibische Fußballnationalmannschaft gab Swartbooi am 2. Juni 2007, im Rahmen der Qualifikation zur Afrikameisterschaft 2008 unter Trainer Ben Bamfuchile, gegen die Auswahl von Libyen (1:0). Unter selbigen Trainer wurde er neben Collin Benjamin, Oliver Risser und Brian Brendell auch in das Aufgebot der Brave Warriors zur Endrunde in Ghana berufen und kam in den Partien gegen Marokko (5:1) und Guinea (1:1) zum Einsatz. Zudem war er Teilnehmer am COSAFA Cup in den Jahren 2007 und 2009, konnte dabei jedoch keine nennenswerten Erfolge mit der Mannschaft erzielen. Seinen letzten Einsatz im Trikot der Brave Warriors absolvierte er am 25. Oktober 2009, im Rahmen des Cosafa Cup 2009 unter Trainer Tom Saintfiet, gegen die Mannschaft aus Sambia (0:1).

### Erfolge
- Angolanischer Meister (1): 2006
- Angolanischer Pokalsieger (1): 2006
- Namibischer Meister (1): 2015
- Namibischer Pokalsieger (3): 2009, 2013, 2014
- FNB Cup (1): 2005
- NPL Cup (1): 2012